# Consell General de Sena Saint-Denis

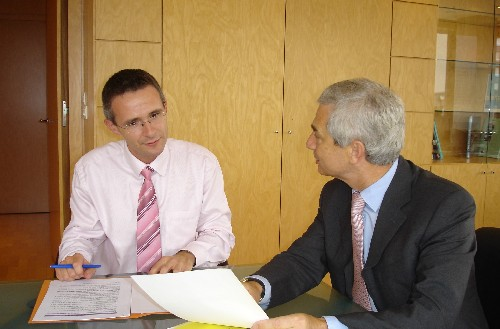
Stéphane Troussel i Claude Bartolone.

El Consell General de la Sena Saint-Denis és l'assemblea deliberant executiva del departament francès de Sena Saint-Denis a la regió d'Illa de França. La seva seu es troba a Bobigny. Des de 2012, el president és Stéphane Troussel (PS).

## Antics presidents del Consell
| Data d'elecció | Identitat         | Partit | Qualitat |
| -------------- | ----------------- | ------ | -------- |
| 1967-1982      | Georges Valbon    | PCF    |          |
| 1982-1985      | Jean-Louis Mons   | PCF    |          |
| 1985-1993      | Georges Valbon    | PCF    |          |
| 1993-2004      | Robert Clément    | PCF    |          |
| 2004-2008      | Hervé Bramy       | PCF    |          |
| 2008-2012      | Claude Bartolone  | PS     |          |
| 2012-          | Stéphane Troussel | PS     |          |
|                |                   |        |          |

## Composició
El Consell General de Sena Saint-Denis és constituït per 40 elegits pels 40 cantons de Sena Saint-Denis.
| Grups polítics (mandat 2011-2014)                                                  | Electes | President           | Estatut  |
| ---------------------------------------------------------------------------------- | ------- | ------------------- | -------- |
| Grup Comunista, ciutadà, front d'esquerra per una transformació social i ecològica | 13      | Gilles Garnier      | Majoria  |
| Groupe Socialista, esquerra ciutadana i ecologista                                 | 16      | Gilbert Roger       | Majoria  |
| Grup Centre, Republicans Ecologistes i Socials (NC i DVD)                          | 3       | Jacques Chaussat    | Oposició |
| Groupe La Seine-Saint-Denis pour demain                                            | 8       | Jean-Michel Bluteau | Oposició |